# Alicia Ann Spottiswoode
Alicia Ann, Lady John Scott, de soltera Alicia Ann Spottiswoode (Spottiswoode, 24 de junio de 1810-Spottiswoode,12 de marzo de 1900) fue una compositora escocesa conocida principalmente por la melodía Annie Laurie sobre el texto del poeta del siglo XVII William Douglas.

## Biografía
Era la hija mayor de John Spottiswoode de Berwickshire y su esposa Helen Wauchope de Niddrie-Mains. El 16 de marzo de 1836 se casó con Lord John Douglas Scott, un hijo menor del cuarto duque de Buccleuch, por lo que fue conocida como Lady John Scott. Tras la muerte de su marido en 1860 y de acuerdo con su filiación, retomó en 1860 su apellido de soltera Spottiswoode, por lo que fue conocida a veces como Lady John Scott Spottiswoode.
Lady John Scott fue una defensora de la lengua, la historia y la cultura tradicionales escocesas, siendo su lema «Aférrate al pasado». Annie Laurie se publicó en 1838. Scott nació y murió en Spottiswoode, Scottish Borders, en el antiguo Berwickshire.
Murió en Spottiswoode, Lauder, Berwickshire el 12 de marzo de 1900. 

## Obra
Una selección de sus trabajos incluye::
- Annie Laurie
- Katherine Logie
- Lammermoor
- Shame on Ye, Gallants!
- Etterick
- Your Voices Are Not Hush'd
- The Foul Fords
- Duris-Deer
- Think On Me
- "Within the Garden of My Heart"